# Jamaikanische Badmintonmeisterschaft 1953
Die Jamaikanische Badmintonmeisterschaft 1953 fand in Kingston statt. Es war die sechste Austragung der nationalen Titelkämpfe im Badminton von Jamaika.

## Titelträger
| Disziplin    | Sieger                     |
| ------------ | -------------------------- |
| Herreneinzel | Jim Leslie                 |
| Dameneinzel  | Linley Aitken              |
| Herrendoppel | Percy Wates Patrick Clerk  |
| Damendoppel  | Maevis Samms Yvonne Rebhan |
| Mixed        | Jim Leslie Yvonne Rebhan   |